# HD 103266
HD 103266，又名CD-34 7760，SAO 202910、HR 4553，是一颗恒星，视星等为6.17，位于銀經289.72，銀緯26.31，其B1900.0坐标为赤經11h 48m 23.7s，赤緯-34° 26.31′ 34″。